# San José Teacalco, Veracruz
San José Teacalco är en ort i Mexiko.   Den ligger i kommunen Alpatláhuac och delstaten Veracruz, i den sydöstra delen av landet, 220 km öster om huvudstaden Mexico City. San José Teacalco ligger 1 821 meter över havet och antalet invånare är 558.
Terrängen runt San José Teacalco är bergig, och sluttar österut. Runt San José Teacalco är det tätbefolkat, med 331 invånare per kvadratkilometer. Närmaste större samhälle är Heroica Coscomatepec de Bravo, 7,0 km sydost om San José Teacalco. Omgivningarna runt San José Teacalco är en mosaik av jordbruksmark och naturlig växtlighet.